# Hitomi (telescopi espacial)
Hitomi (també conegut com a ASTRO-H abans del llançament, així com NeXT de New X-ray Telescope) és un satèl·lit d'astronomia de raigs X de la Japan Aerospace Exploration Agency (JAXA) per estudiar els processos altament energètics a l'univers. L'observatori espacial està dissenyat per ampliar la investigació realitzada per l'Advanced Satellite for Cosmology and Astrophysics (ASCA) amb el mesurament de la potent banda de raigs X per sobre dels 10 keV. Està previst per ser llançat el febrer de 2016 en una altitud d'òrbita terrestre baixa de 575 km.<ref Serà llançat des del Tanegashima Space Center a bord d'un coet H-IIA.

## Informació general

### Objectius
L'objectiu de l'ASTRO-H és explorar l'estructura i evolució de l'univers
- Comprendre les condicions extremes en l'univers
- Explorar els diversos fenòmens de l'univers no-tèrmic
- Dilucidar la matèria i energia fosca

Aquests objectius s'aconseguiran amb les següents capacitats d'observació:
1. A través d'observacions òptiques i espectroscòpiques amb un potent telescopi de raigs X
2. Les observacions espectroscòpiques amb una resolució extremadament alta energia del micro-calorímetre
3. L'observació de banda ampla més sensible en un rang d'energia de 0,3 a 600 keV

### Instruments
- Soft X-ray Telescope (SXT-S, SXT-I)
  - Soft X-ray Spectrometer (SXS), 0,4-12 keV, per l'espectroscòpia de raigs X d'alta resolució
  - Soft X-ray Imager (SXI), 0,3-12 keV
- Hard X-ray Telescope (HXT)[7]
  - Hard X-ray Imager (HXI), rang d'energia: 5-80 keV[7]
- Soft Gamma-ray Detector (SGD), 60-600 keV[8]

### Col·laboració internacional
ASTRO-H ha sigut construït per una col·laboració internacional liderada per JAXA amb més de 70 institucions contribuents al Japó, els EUA, Canadà i Europa.
La NASA va proporcionar el High-Resolution Soft X-Ray Spectrometer (SXS). La Netherlands Institute for Space Research (SRON) va proporcionar el filtre de rodes i la font de calibratge per a l'espectròmetre. La Canadian Space Agency (CSA) va proporcionar el Canadian Astro-H Metrology System (CAMS), que és un sistema d'alineament de làser que s'utilitza per mesurar les distorsions al banc òptic extensible.
Amb una massa de 2400 kg, ASTRO-H fou la missió astronòmica japonesa més pesant. Quan es desplegui el telescopi, el satèl·lit farà 14 m de llarg.